# ミゲル・サンチェス (野球)
ミゲル・アンヘル・サンチェス（Miguel Angel Sánchez, 1993年12月31日 - ）は、ドミニカ共和国モンセニョール・ノウエル州ボナオ出身のプロ野球選手（投手）。右投右打。MLBのミルウォーキー・ブルワーズ所属。

## 経歴
10代の頃はMLB球団との契約には至らず、故郷のバーで警備員として働いていた。その後、ドミニカ共和国空軍に入隊するが戦闘機の操縦などをすることは無く、その傍らで軍の野球チームに所属しながら国内のアマチュアリーグでプレーしていた。
22歳になった直後の2016年1月、アマチュア・フリーエージェントでミルウォーキー・ブルワーズと契約して念願のプロ入り。シーズン開幕後、傘下のルーキー級ドミニカン・サマーリーグ・ブルワーズでプロデビュー。ルーキー級アリゾナリーグ・ブルワーズとA級ウィスコンシン・ティンバーラトラーズでもプレーし、3球団合計で18試合（先発1試合）に登板して2勝2敗2セーブ、防御率3.66、47奪三振を記録した。
2017年はA級ウィスコンシンでプレーし、32試合（先発1試合）に登板して3勝6敗2セーブ、防御率4.36、69奪三振を記録した。
2018年はA+級カロライナ・マドキャッツ、AA級ビロクシ・シャッカーズ、AAA級コロラドスプリングス・スカイソックスでプレーし、3球団合計で34試合に登板して2勝1敗2セーブ、防御率2.52、95奪三振を記録した。オフにはアリゾナ・フォールリーグに参加し、ピオリア・ハベリーナズに所属した。
2019年はAAA級サンアントニオ・ミッションズでプレーし、40試合（先発5試合）に登板して4勝5敗1セーブ、防御率4.35、62奪三振を記録した。
2020年は新型コロナウイルスの影響でマイナーリーグの試合が開催されなかったため、公式戦の登板は無かった。
2021年は5月のマイナーリーグ開幕からAAA級ナッシュビル・サウンズでプレーし、6月22日にメジャー契約を結んでアクティブ・ロースター入りした。同日のアリゾナ・ダイヤモンドバックス戦でメジャーデビュー。

## 投球スタイル
90mph台前半の速球と80mph台中盤のチェンジアップを主体としており、70mph台のカーブも投げる。

## 詳細情報

### 年度別投手成績
| 年 度    | 球 団    | 登 板 | 先 発 | 完 投 | 完 封 | 無 四 球 | 勝 利 | 敗 戦 | セ 丨 ブ | ホ 丨 ル ド | 勝 率 | 打 者 | 投 球 回 | 被 安 打 | 被 本 塁 打 | 与 四 球 | 敬 遠 | 与 死 球 | 奪 三 振 | 暴 投 | ボ 丨 ク | 失 点 | 自 責 点 | 防 御 率 | W H I P |
| -------- | -------- | ----- | ----- | ----- | ----- | -------- | ----- | ----- | -------- | ----------- | ----- | ----- | -------- | -------- | ----------- | -------- | ----- | -------- | -------- | ----- | -------- | ----- | -------- | -------- | ------- |
| 2021     | MIL      | 28    | 0     | 0     | 0     | 0        | 2     | 1     | 0        | 0           | .667  | 120   | 26.0     | 27       | 4           | 14       | 2     | 2        | 23       | 2     | 0        | 14    | 12       | 4.15     | 1.58    |
| MLB：1年 | MLB：1年 | 28    | 0     | 0     | 0     | 0        | 2     | 1     | 0        | 0           | .667  | 120   | 26.0     | 27       | 4           | 14       | 2     | 2        | 23       | 2     | 0        | 14    | 12       | 4.15     | 1.58    |

- 2021年度シーズン終了時

### 年度別守備成績
| 年 度 | 球 団 | 投手（P） | 投手（P） | 投手（P） | 投手（P） | 投手（P） | 投手（P） |
| 年 度 | 球 団 | 試 合     | 刺 殺     | 補 殺     | 失 策     | 併 殺     | 守 備 率  |
| ----- | ----- | --------- | --------- | --------- | --------- | --------- | --------- |
| 2021  | MIL   | 28        | 3         | 2         | 0         | 0         | 1.000     |
| MLB   | MLB   | 28        | 3         | 2         | 0         | 0         | 1.000     |

- 2021年度シーズン終了時

### 背番号
- 58（2021年 - ）